# تشيبول
التشيبول أو التشايبول (بالإنجليزية: Chaebol)‏ (الكورية: 재벌) من تشاي «الثروة أو الممتلكات» + بول «فصيل أو عشيرة» هو شكل من أشكال الائتلافات التجارية في كوريا الجنوبية. وهي عادة ما تكون شركات عالمية متعددة الجنسيات التي تمتلك مؤسسات دولية عديدة خاصة يسيطر عليها رئيس ذو سلطة على جميع العمليات. وكثيراً ما يستخدم هذا المصطلح في سياق مماثل لتلك التي للكلمة الإنجليزية Conglomerate أو «التكتل». وقد استخدم المصطلح لأول مرة في عام 1984. هناك عشرات من مجموعات الشركات الكورية العائلية التي تندرج تحت هذا التعريف.